# Cavité gastro-vasculaire
La cavité gastro-vasculaire est, chez les coraux et les anémones de mer, une cavité située sous l'actionopharynx et constituant au niveau du corps de l'animal, son principal centre digestif. Elle fait partie d'un ensemble digestif et nutritif plus large appelé le coelentéron.

## Composition

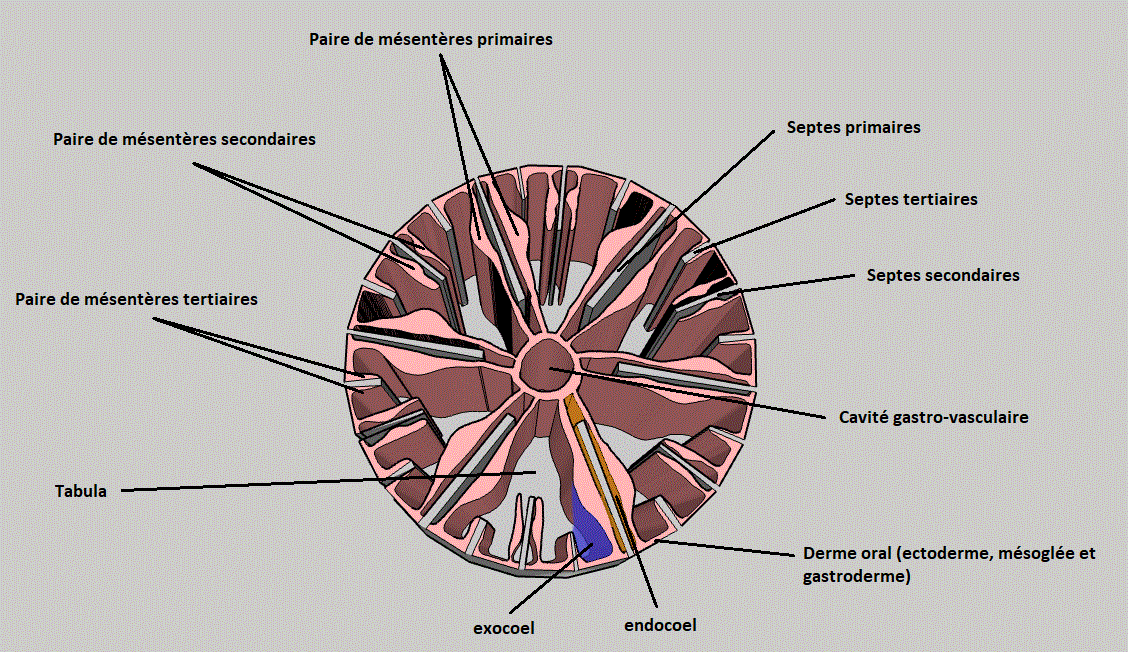
Détail du haut du corps du polype faisant apparaitre les différents tissus et zones.

La cavité gastro-vasculaire est organisée autour des septes et se situe au centre du corps de l'animal.
Sur le pourtour de la cavité, on retrouve les mésentères qui vont par paire. Des muscles rétracteurs existent pour permettre la mobilité de la cavité. Enfin, en périphérie de l'ensemble, on trouve le derme oral qui se compose de l'ectoderme oral, de la mésoglée et du gastroderme.